# Unmyeongcheoreom neol saranghae
Unmyeongcheoreom neol saranghae (운명처럼 널 사랑해?, lett. Destinata ad amarti; titolo internazionale Fated to Love You, conosciuta anche come You Are My Destiny) è una serie televisiva sudcoreana trasmessa su MBC dal 2 luglio al 4 settembre 2014.
Si tratta di un remake dell'opera taiwanese Ming zhong zhu ding wo ai ni.

## Trama
Lee Gun è il presidente di un'azienda che produce articoli per la casa ed è profondamente innamorato della propria fidanzata, una ballerina. Kim Mi-young lavora come segretaria in uno studio legale e non riesce a dire di no alle richieste dei propri colleghi, finendo per essere sempre sovraccarica di lavoro. La ragazza viene estratta a sorte per una vacanza premio offerta dallo studio e decide di andarci con un collega per il quale ha un debole mentre Gun si trova nello stesso resort per chiedere alla fidanzata di sposarlo. Tuttavia Gun e Mi-young, ubriachi, finiscono a letto insieme e lei rimane incinta. Quando la nonna di Lee Gun lo scopre, intima al nipote di sposare Mi-young, ma, nel frattempo, la fidanzata di lui torna in Corea dall'America.

## Personaggi

### Personaggi principali
- Lee Gun, interpretato da Jang Hyuk.
- Kim Mi-young/Ellie Kim, interpretata da Jang Nara.
- Daniel Pitt, interpretato da Choi Jin-hyuk.
- Kang Se-ra, interpretata da Wang Ji-won.

### Personaggi secondari
- Presidentessa Wang, interpretata da Park Won-sook.
La nonna di Lee Gun.
- Direttore Tak, interpretato da Choi Dae-chul.
- Lee Yong, interpretato da Choi Woo-shik.
Il fratellastro di Lee Gun.
- Matrigna di Lee Gun e madre di Lee Young, interpretata da Na Young-hee.
- Madre di Mi-young, interpretata da Song Ok-sook.
- Jeon Ji-yeon, interpretata da Park Hee-bon.
Collaboratrice di Mi-young e compagna di stanza che poi diventa la ragazza di Yong.
- Kim Mi-sook, interpretata da Han Kyu.
Sorella maggiore di Mi-young.
- Kim Mi-ja, interpretata da Lee Mi-do.
Sorella seconda più antica di Mi-young.
- Presidente della società Park, interpretato da Jung Eun-pyo.
Proprietario della fabbrica di sapone.
- Signor Choi, interpretato da Im Hyung-joon.
Marito di Mi-ja.
- Dottor Moon, interpretato da Jang Gwang.
- Avvocato Hong, interpretato da Park Jin-woo.
- Avvocato Min Byung-chul, interpretato da Kim Young-hoon.
- Madre di Se-ra, interpretata da Yang Geum-seok.
- Eun-jung, interpretata da Park Sun-hee.
- Lee Sung-mok, interpretata da Jung Han-hyun.
- Soo-hyun, interpretata da Im Ji-hyun.
- Signorina Kim, interpretata da Yeon Mi-joo.

## Ascolti
| Episodio | Data di trasmissione | Dati TNSM           | Dati TNSM                  | Dati AGB            | Dati AGB                   |
| Episodio | Data di trasmissione | A livello nazionale | Area metropolitana di Seul | A livello nazionale | Area metropolitana di Seul |
| -------- | -------------------- | ------------------- | -------------------------- | ------------------- | -------------------------- |
| 1        | 2 luglio 2014        | 6,0%                | 7,7%                       | 6,6%                | 7,2%                       |
| 2        | 3 luglio 2014        | 6,3%                | 7,5%                       | 7,2%                | 7,6%                       |
| 3        | 9 luglio 2014        | 8,8%                | 11,4%                      | 7,9%                | 8,5%                       |
| 4        | 10 luglio 2014       | 7,9%                | 10,3%                      | 9,0%                | 10,3%                      |
| 5        | 16 luglio 2014       | 9,1%                | 10,8%                      | 8,6%                | 8,9%                       |
| 6        | 17 luglio 2014       | 9,6%                | 11,9%                      | 9,7%                | 10,5%                      |
| 7        | 23 luglio 2014       | 9,6%                | 11,3%                      | 9,7%                | 10,7%                      |
| 8        | 24 luglio 2014       | 10,6%               | 13,5%                      | 10,6%               | 11,8%                      |
| 9        | 30 luglio 2014       | 9,4%                | 12,4%                      | 10,2%               | 11,8%                      |
| 10       | 31 luglio 2014       | 8,9%                | 10,6%                      | 9,7%                | 10,7%                      |
| 11       | 6 agosto 2014        | 9,8%                | 12,1%                      | 9,9%                | 11,3%                      |
| 12       | 7 agosto 2014        | 10,6%               | 13,75                      | 10,3%               | 11,4%                      |
| 13       | 13 agosto 2014       | 11,0%               | 14,0%                      | 11,5%               | 13,6%                      |
| 14       | 14 agosto 2014       | 11,0%               | 14,0%                      | 10,7%               | 12,5%                      |
| 15       | 20 agosto 2014       | 11,0%               | 13,6%                      | 10,6%               | 11,4%                      |
| 16       | 21 agosto 2014       | 11,1%               | 14,0%                      | 11,1%               | 12,9%                      |
| 17       | 27 agosto 2014       | 10,8%               | 13,6%                      | 9,9%                | 11,2%                      |
| 18       | 28 agosto 2014       | 12,0%               | 14,7%                      | 11,5%               | 12,8%                      |
| 19       | 3 settembre 2014     | 10,8%               | 14,2%                      | 10,1%               | 11,6%                      |
| 20       | 4 settembre 2014     | 10,6%               | 13,5%                      | 10,5%               | 11,5%                      |
| Media    | Media                | 9,8%                | 12,2%                      | 9,8%                | 10,9%                      |

## Colonna sonora
1. Destiny Sonata (운명 같은 너) – Chung Dong-ha (Boohwal)
2. Goodbye My Love (잠시 안녕처럼) – Ailee
3. Be the One – Jeff Bernat
4. Morning of Canon (캐논의 아침) – Baek A-yeon
5. My Girl – Ken (VIXX)
6. You're My Everything (사랑을 몰라서) – Melody Day
7. Ready for Love – Megan Lee
8. Momento (Title)
9. Desino
10. Stars
11. Tristeza
12. Joie
13. Cordialite
14. Awaken
15. Lyrisme
16. Agnes

## Riconoscimenti
| Anno | Premio             | Categoria                                                | Ricevente                | Risultato       |
| ---- | ------------------ | -------------------------------------------------------- | ------------------------ | --------------- |
| 2014 | Korea Drama Awards | Miglior colonna sonora originale                         | Goodbye My Love di Ailee | Vincitore/trice |
| 2014 | So-Loved Awards    | Miglior colonna sonora originale                         | Goodbye My Love di Ailee | Candidato/a     |
| 2014 | APAN Star Awards   | Premio alla massima eccellenza, attore in una miniserie  | Jang Hyuk                | Candidato/a     |
| 2014 | APAN Star Awards   | Premio alla massima eccellenza, attrice in una miniserie | Jang Na-ra               | Candidato/a     |
| 2014 | APAN Star Awards   | Miglior colonna sonora originale                         | Goodbye My Love di Ailee | Vincitore/trice |
| 2014 | MBC Drama Awards   | Premio alla massima eccellenza, attore in una miniserie  | Jang Hyuk                | Vincitore/trice |
| 2014 | MBC Drama Awards   | Premio alla massima eccellenza, attrice in una miniserie | Jang Na-ra               | Vincitore/trice |
| 2014 | MBC Drama Awards   | Premio recitazione oro, attrice                          | Song Ok-sook             | Candidato/a     |
| 2014 | MBC Drama Awards   | Miglior nuova attrice                                    | Wang Ji-won              | Candidato/a     |
| 2014 | MBC Drama Awards   | Premio popolarità, attrice                               | Jang Na-ra               | Vincitore/trice |
| 2014 | MBC Drama Awards   | Premio miglior coppia                                    | Jang Hyuk e Jang Na-ra   | Vincitore/trice |

## Distribuzioni internazionali
| Paese     | Canale/i   | Prima TV                         | Titolo adottato   |
| --------- | ---------- | -------------------------------- | ----------------- |
| Taiwan    | GTV        | 25 dicembre 2014-3 febbraio 2015 | 命中注定我愛你    |
| Hong Kong | Now 101    | 17 febbraio-25 marzo 2015        | 命中注定我愛你    |
| Filippine | ABS-CBN    | 26 gennaio-1º maggio 2015        | Fated to Love You |
| Filippine | Jeepney TV | 19 settembre-21 ottobre 2016     | Fated to Love You |